# 大阪公立大學工業高等專門學校
大阪公立大學工業高等專門學校（Osaka Prefecture University College of Technology）是一所位於日本大阪府的高等專門學校，一般簡稱為公大高專。

## 沿革
- 1963年 開學。
- 1969年 體育館完工。
- 1981年 圖書館完工。
- 1990年 增設系統控制工學科。
- 2005年 學科改組，設立綜合工學系統學科。
- 2011年 自大阪府移交公立大學法人大阪府立大學（日语：公立大学法人大阪府立大学）管轄。
- 2022年 隨著大阪公立大學的成立而更名。

## 教育組織

### 本科（準學士課程）
- 綜合工學系統學科
  - 機械系統課程
  - 機械電子學課程
  - 電子情報課程
  - 環境物質化學課程
  - 都市環境課程

### 專攻科（學士課程）
- 綜合工學系統專攻
  - 機械工學課程
  - 電氣電子工學課程
  - 應用化學課程
  - 土木工學課程

## 交通資訊
搭乘京阪本線在寢屋川市車站下車，徒步約15分鐘；於寢屋川市站前搭乘京阪巴士至寢屋川警察署前下車，徒步約3分鐘。

## 外部連結
- 大阪府立大學工業高等專門學校 （页面存档备份，存于）

34°46′13.5″N 135°37′44.4″E / 34.770417°N 135.629000°E